# Porter-Konstante
Die Porter-Konstante beschreibt die durchschnittliche Anzahl von Rechenschritten, die zur Lösung des euklidischen Algorithmus benötigt wird. Sie ist nach dem englischen Mathematiker John William Porter benannt.

## Definition
Allgemein wird mithilfe des euklidischen Algorithmus der größte gemeinsame Teiler {\displaystyle \operatorname {ggT} (n,m)} von zwei positiven natürlichen Zahlen {\displaystyle n} und {\displaystyle m} bestimmt. Die Anzahl der Schritte des Algorithmus sei {\displaystyle T(n,m)}, die mittlere Anzahl der Schritte bei festem {\displaystyle n} ist:
{\displaystyle T(n)={\frac {1}{n}}\sum _{0\leq m<n}T(n,m)}.
Da das die Analyse vereinfacht, wird stattdessen das Mittel über teilerfremde {\displaystyle (n,m)} betrachtet:
{\displaystyle \tau _{n}={\frac {1}{\phi (n)}}\sum _{0\leq m<n,\mathrm {ggT} (m,n)=1}T(n,m)}
wobei {\displaystyle \phi (n)} die Eulersche Phi-Funktion ist und
{\displaystyle T(n)={\frac {1}{n}}\sum _{d|n}\phi (d)\tau _{d}}
Porter zeigte 1975:
{\displaystyle \tau _{n}={\frac {12\ln 2}{\pi ^{2}}}\ln n+C+O(n^{-{\frac {1}{6}}+\epsilon })}
Dabei stellt {\displaystyle O} ein Landau-Symbold dar und {\displaystyle \epsilon >0} ist beliebig.
{\displaystyle C} ist die Porter-Konstante:
{\displaystyle C={\frac {6\ln 2}{\pi ^{2}}}\left[3\ln 2+4\gamma -{\frac {24}{\pi ^{2}}}\zeta '(2)-2\right]-{\frac {1}{2}}=1{,}4670780794\ldots }
Dabei steht:
- {\displaystyle \gamma } für die Euler-Mascheroni-Konstante.
- {\displaystyle \zeta (s)} für die riemannische Zeta-Funktion und {\displaystyle \zeta ^{\prime }(2)} für den Wert von deren Ableitung an der Stelle 2.

Der Vorfaktor des führenden logarithmischen Terms wurde schon zuvor von Hans Arnold Heilbronn (er fand einen Fehlerterm {\displaystyle O(\ln \ln \,n)^{4}}, der von T. Tonkov auf {\displaystyle O(\ln \ln \,n^{2})} verbessert wurde) und unabhängig von John D. Dixon erhalten.
Betrachtet man das Mittel über {\displaystyle m,n<N}:
{\displaystyle A(N)={\frac {1}{N^{2}}}\sum _{\begin{matrix}1\leq m<N\\1\leq n<N\end{matrix}}T(n,m)},
bewies Norton 1990:
{\displaystyle A(N)={\frac {12\ln 2}{\pi ^{2}}}\left(\ln N-{\frac {1}{2}}+{\frac {\zeta ^{\prime }(2)}{\zeta (2)}}\right)+C-{\frac {1}{2}}+O(N^{-{\frac {1}{6}}+\epsilon })}
mit beliebigem {\displaystyle \epsilon >0}.